# Okres
Un okres (district) este o unitate administrativă intermediară între regiune și comună, folosită în Cehia și Slovacia și corespunzătoare cu powiat în Polonia.